# دونگه گربیتسه
دونگه گربیتسه (به صربی: Donje Grbice) یک منطقهٔ مسکونی در صربستان است که در Aerodrom واقع شده‌است. دونگه گربیتسه ۵۵۷ نفر جمعیت دارد.